# Lethades amauronemati
Lethades amauronemati là một loài tò vò trong họ Ichneumonidae.